# Chochkan
Chochkan är en ort i Armenien.   Den ligger i provinsen Lori, i den norra delen av landet, 110 kilometer norr om huvudstaden Jerevan. Chochkan ligger 767 meter över havet och antalet invånare är 1 740.
Terrängen runt Chochkan är kuperad åt nordost, men åt sydväst är den bergig. Terrängen runt Chochkan sluttar norrut. Närmaste större samhälle är Alaverdi, 16,2 kilometer sydväst om Chochkan. 
Trakten runt Chochkan består till största delen av jordbruksmark. Runt Chochkan är det ganska tätbefolkat, med 83 invånare per kvadratkilometer.